# Podarcis lilfordi lilfordi
Podarcis lilfordi lilfordi és una subespècie melànica de la sargantana gimnèsia que habita l'illa de l'Aire, front a la costa sud-est de Menorca. Els individus són de color negre, amb el cap un poc més clar i els costats terrosos. El ventre és de color blau ultramar metàl·lic, amb taques més fosques.
Presenten una dieta omnívora, alimentant-se de petits invertebrats i matèria vegetal. El pol·len i el nèctar del fonoll marí constitueixen una part important de la seva dieta durant l'època de floració d'aquesta planta, contribuint a la pol·linització. Aquesta subespècie també presenta una forta interacció amb la rapa mosquera, alimentant-se de les mosques atretes per les seves flors. Els mascles més grossos s'instal·len generalment en una flor, defensant la seva zona de cacera davant altres individus, de forma que les femelles i els mascles més petits no solen tenir accés a aquesta font d'aliment. Les plantes no obtenen cap benefici de la presència dels rèptils durant la floració, ja que aquests es mengen els seus pol·linitzadors. Quan els fruits són madurs, en canvi, les sargantanes se'ls mengen, encarregant-se així de dispersar les llavors. L'enorme densitat de rapa mosquera a l'illa es deu a l'activitat dispersadora de les sargantanes.
Existeixen diverses hipòtesis per explicar la inusual coloració d'aquesta subespècie. Sembla poc probable que es tracti d'un cas de cripsi, perquè l'illa està formada per roques calcàries blanquinoses i, per altra banda, els depredadors són molt escassos. La deriva genètica tampoc no és una explicació del tot satisfactòria, ja que, en les diferents subespècies de Podarcis lilfordi, sembla existir una relació entre els tons foscos i la manca de vegetació a les illes on habiten. És a dir, com més inhòspita és l'illa, més fosques són les sargantanes. El melanisme podria tractar-se d'una adaptació per aprofitar millor l'escalfor del sol, ja que els animals de colors foscos s'escalfen més rápidament que els de colors clars. Finalment, s'ha proposat que es podria tractar d'una forma d'estalvi metabòlic, ja que certs processos fisiològics permeten desfer-se d'algunes substàncies emmagatzemant-les en forma de pigments foscos; sistema que resulta més eficient que excretar-les. En aquest sentit, s'ha de tenir en compte que els exemplars joves d'aquesta i altres subespècies de color fosc presenten coloracions de tons més clars; només s'enfosqueixen amb el pas del temps.
Al voltant de la costa menorquina se situen una sèrie d'illots de diferents edats. Alguns presenten una extensió suficient per tenir una bona capa vegetal i contenir espècies endèmiques. Una d'elles és la sargantana negra, proveint de la subespècie Podarcis lilfordi existent només en aquesta illa i en cap lloc més arreu del món, de dors negre i ventre blau metàl·lic, molt diferent a la resta de dracs a conseqüència que a l'illa de l'aire va ser la primera a segregar de Menorca. L'espècie ha evolucionat durant nou mil·lennis. És herbívor, mengen flors i nèctar. És molt abundant i confiat. Estrictament protegit actualment.